# Shinzō Yamada
Pour les articles homonymes, voir Yamada.
Shinzō Yamada (山田伸三, Yamada Shinzō), né le 17 janvier 1914 et mort 20 mars 2000, est un spécialiste japonais du combiné nordique.

## Carrière
Il a fait ses études au lycée préfectoral d'Aomori Hirosaki (ja).

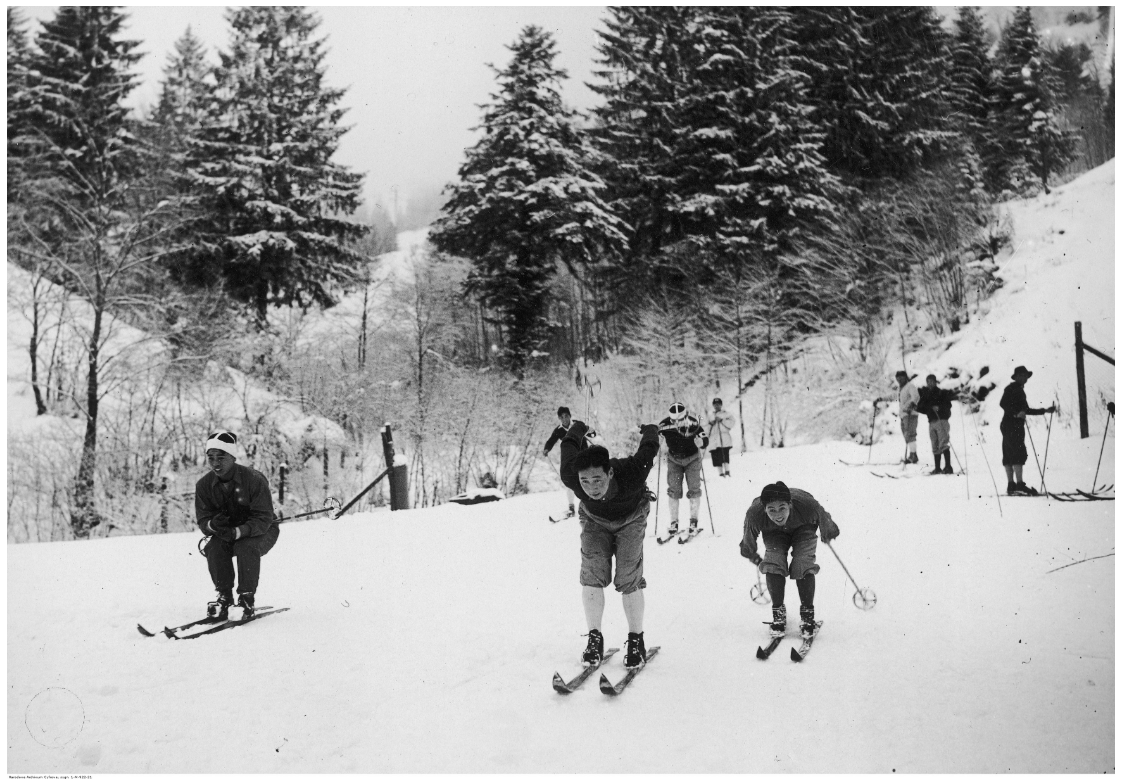
L'équipe japonaise de ski nordique lors des JO 1936.

Lors des Jeux olympiques de 1936, il chute lourdement lors du saut du combiné nordique.
Il a exercé des responsabilités au niveau du comité de ski de la préfecture d'Aomori.

## Résultats

### Jeux olympiques d'hiver
| Épreuve / Édition | Épreuve / Édition | Garmisch-Partenkirchen 1936 |
| ----------------- | ----------------- | --------------------------- |
| Combiné nordique  | Combiné nordique  | 43e                         |
| Ski de fond       | 18 km             | 56e                         |
| Ski de fond       | 4 × 10 km         | 12e                         |

### Championnat du Japon de combiné nordique
- Il remporte le titre en 1934 au championnat du Japon de combiné nordique[2]. Il a également réalisé deux podiums au championnat du Japon de ski de fond (ja).